# Gelb-Rote Karte

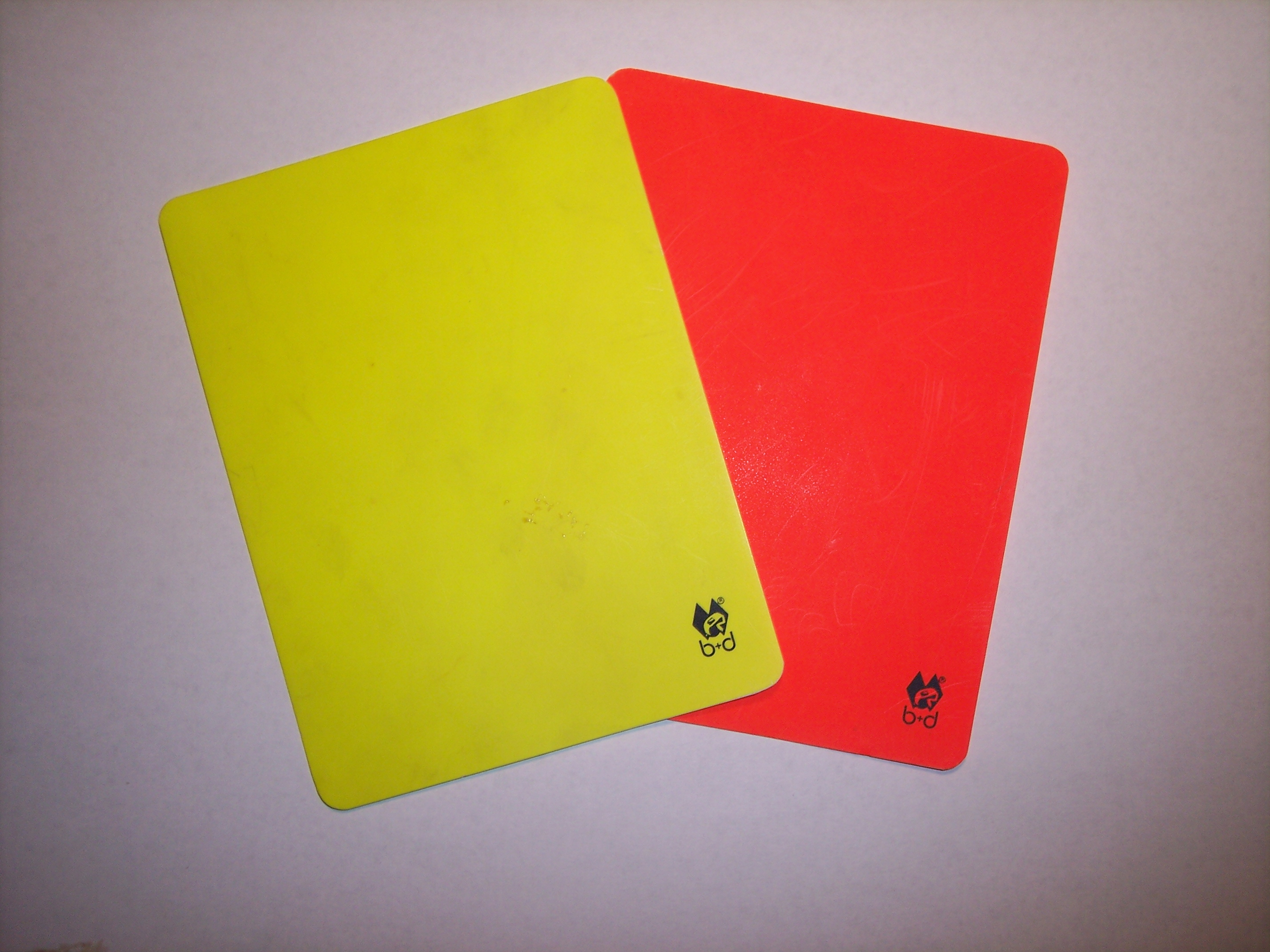
Gelbe und Rote Karte

Eine Gelb-Rote Karte ist eine Sanktion im Mannschaftssport. Ähnlich einer Roten Karte wird ein Spieler vom restlichen Spielverlauf ausgeschlossen, wobei nach der Gelben gleich die Rote Karte gezeigt wird. Die Gelb-Rote Karte wird umgangssprachlich wegen der Farbähnlichkeit auch als Ampelkarte bezeichnet.

## Fußball

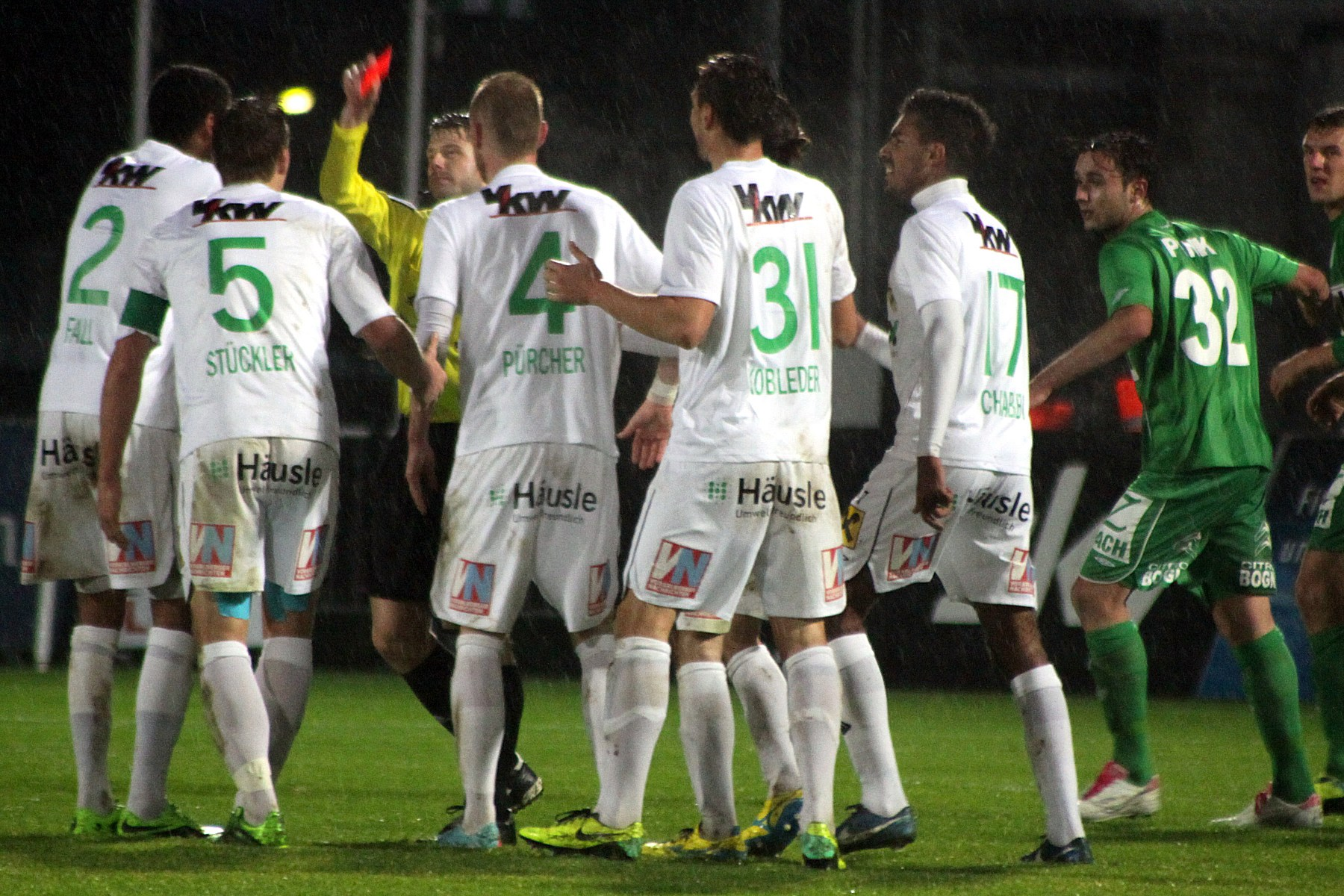
Der Schiedsrichter Andreas Heiß zeigt eine Gelb-Rote Karte (2013)

### Regelwerk
Die Karte wird im Fußball gezeigt, wenn ein bereits mit der Gelben Karte verwarnter Spieler im selben Spiel einen weiteren Regelverstoß begeht, der ebenfalls mit Gelb geahndet werden müsste. Der betroffene Spieler wird nicht ersetzt, wodurch die Anzahl der Spieler der zugehörigen Mannschaft während des weiteren Spiels um eine Person abnimmt.
Nach einer Gelb-Roten Karte darf das Spiel erst fortgesetzt werden, wenn der bestrafte Spieler das Spielfeld verlassen hat und der Schiedsrichter die Spielfortsetzung mit einem Pfiff freigibt. Wird der Ball zu früh gespielt, hat dies – bei exakter Regelauslegung – eine Gelbe Karte wegen Spielverzögerung zur Folge.
In Deutschland wird in allen Wettbewerben oberhalb der Oberliga der Spieler für das nächste Spiel im selben Wettbewerb gesperrt. In den unteren Ligen ist es in den einzelnen Verbänden unterschiedlich geregelt.
Gelb-Rote Karten sind im Unterschied zu Roten Karten in Deutschland nicht per Video-Assistent überprüfbar.

### Geschichte
Die Gelb-Rote Karte wurde erst 1991 eingeführt und ist eigentlich nicht eine Karte, sondern wird vom Schiedsrichter dadurch signalisiert, dass er nacheinander erst die Gelbe, dann die Rote Karte zeigt. Vor 1991 wurde ein Spieler direkt mit einer Roten Karte vom Platz geschickt. Es war daher nicht immer ersichtlich, ob der Schiedsrichter diesen wegen einer zweiten Gelben Karte oder wegen eines einer Roten Karte würdigen Regelverstoßes vom Platz stellte.
Die erste Gelb-Rote-Karte in der Bundesliga bekam am 20. August 1991 Stefan Effenberg von Schiedsrichter Michael Malbranc beim Spiel FC Bayern München gegen FC Schalke 04 gezeigt.

### Kurioses
Eine nicht offizielle Gelb-Rote Karte zeigte der österreichische Schiedsrichter Helmut Kohl bereits 1990 bei der Weltmeisterschaft im Spiel Deutschland – Tschechoslowakei dem bereits verwarnten Spieler Ľubomír Moravčík, der aus Verärgerung seinen Schuh weggeschleudert hatte. Kohl griff versehentlich zur Gelben Karte und zeigte danach erst die Rote, die zu Boden gefallen war.
In einem Vorrunden-Spiel der WM 2006 gegen Australien bekam der Kroate Josip Šimunić als erster Spieler bei einer WM irrtümlich zwei Gelbe Karten, ehe er in der Nachspielzeit von Schiedsrichter Graham Poll beim dritten Vergehen mit Gelb-Rot vom Platz gestellt wurde. Aufgrund der darauf folgenden Kritik der FIFA-Verantwortlichen beendete der englische Schiedsrichter seine internationale Karriere und zog sich bald darauf auch gänzlich von seiner Tätigkeit als Schiedsrichter zurück.
Am 15. September 2012 bekam der vorher nicht verwarnte Spieler Szabolcs Huszti im Bundesligaspiel Hannover 96 – Werder Bremen die Gelb-Rote Karte für verbotenen Torjubel über ein und dasselbe Tor gezeigt. Er war auf den Zaun des eigenen Fanblocks gestiegen und hatte sich das Trikot ausgezogen. Schiedsrichter Deniz Aytekin sah darin regelkonform zwei Einzelverstöße, die jeder für sich mit Gelb geahndet werden müssen und erteilte Huszti den Platzverweis, zeigte die Gelbe Karte dabei jedoch nur einmal.

## Volleyball
Im Volleyball ist die Gelb-Rote Karte die schwerste vom 1. Schiedsrichter zu verhängende Sanktion. Sie kommt in zwei Ausführungen vor, zusammen und getrennt gehalten. Eine zusammen gezeigte Gelb-Rote Karte bedeutet eine Hinausstellung. Das schuldige Mannschaftsmitglied (Spieler, Trainer, Co-Trainer, Arzt etc.) muss die Spielfläche verlassen und sich für den Rest des Satzes in die Umkleidekabine begeben. Ein hinausgestellter Trainer verliert das Recht, während des laufenden Satzes das Spiel seiner Mannschaft zu leiten. Dieses Recht darf solange ein Co-Trainer übernehmen. Eine Hinausstellung gibt es für ein Mannschaftsmitglied, wenn es sich zum ersten Mal ausfallend verhält oder wenn es sich zum zweiten Mal unangemessen verhält.
Eine getrennt gezeigte Gelb-Rote Karte bedeutet eine Disqualifikation. Das sanktionierte Mannschaftsmitglied muss sich für den Rest des Spieles in die Umkleide begeben. Wird der Trainer disqualifiziert, übernimmt ein Co-Trainer für den Rest des Spiels seine Rechte. Ein Mannschaftsmitglied wird disqualifiziert, wenn es sich aggressiv, zum zweiten Mal ausfallend oder zum dritten Mal unangemessen verhält.
Als Aggression zählt ein tatsächlicher oder versuchter physischer Angriff oder eine Bedrohung. Ausfallendes Verhalten ist definiert als beleidigende oder diffamierende Äußerungen oder Gesten, einschließlich jeder Art verächtlicher Handlung. Ein Spieler verhält sich unangemessen, wenn er anerkannte und gesittete Umgangsformen überschreitet, beispielsweise durch Reklamieren.
Wenn ein sich auf dem Spielfeld befindender Spieler hinausgestellt oder disqualifiziert wird, wird er durch einen anderen Spieler ersetzt. Dazu muss ein normaler Wechsel genutzt werden. Nur wenn dies nicht möglich ist, darf auch ein ausnahmsweiser Wechsel durchgeführt werden. Die Mannschaft verliert den Rest des Satzes oder den Rest des Spiels, wenn auch ein ausnahmsweiser Wechsel nicht möglich ist.
Im Beachvolleyball gibt es ähnliche Regeln. Hier ist bei einer Hinausstellung / Disqualifikation der Satz / das Spiel sofort beendet. Die schuldige Mannschaft verliert, da der disqualifizierte Spieler nicht mehr einsetzbar ist und die Mannschaft für den Satz / das Spiel unvollständig bleibt. Sowohl beim Hallen- als auch beim Beachvolleyball werden der gegnerischen Mannschaft die für den Satz- bzw. Spielgewinn fehlenden Punkte und Sätze zuerkannt. Die schuldige Mannschaft behält ihre Punkte und Sätze.